# Ангуїллара-Венета
Ангуїллара-Венета, Анґуїллара-Венета (італ. Anguillara Veneta, вен. Anguiłara Veneta) — муніципалітет в Італії, у регіоні Венето, провінція Падуя.
Ангуїллара-Венета розташована на відстані близько 370 км на північ від Рима, 50 км на південний захід від Венеції, 29 км на південь від Падуї.
Населення — 4495 осіб (2014).
Щорічний фестиваль відбувається 30 листопада. Покровитель — Андрій Первозваний.

## Демографія
Населення за роками:

Станом на 1 січня 2023 року в муніципалітеті офіційно проживало 257 іноземців з 20 країн, серед них 52 громадяни країн Євросоюзу та 11 громадян України.

## Сусідні муніципалітети
- Анья
- Баньолі-ді-Сопра
- Боара-Пізані
- Каварцере
- Поццоново
- Ровіго
- Сан-Мартіно-ді-Венецце
- Трибано